# Mind Destroyer
Mind Destroyer (geboren 2001, aus Nordrhein-Westfalen, Deutschland) ist ein deutscher DJ und Musikproduzent im Bereich der elektronischen Tanzmusik. Er ist seit 2020 aktiv und bekannt für seine Produktionen im Genre Hardtechno sowie verwandten Stilen wie Hardtekk, Schranz, Hybrid Hardcore und Trash-Rave.

## Leben und Karriere
Destroyer wurde 2001 geboren. Seit 2020 ist er als Produzent und DJ in der elektronischen Musikszene aktiv. Sein musikalischer Stil ist durch schnelle Tempi – meist zwischen 160 und 230 BPM – sowie durch aggressive Kickdrums, rohe Klangtexturen und düstere, hypnotische Elemente geprägt.
Er tritt sowohl als Produzent eigener Titel als auch als Live-DJ auf. Seine Musik richtet sich insbesondere an ein Publikum aus der Underground-Techno-Szene, das sich für extrem schnelle und kompromisslose elektronische Tanzmusik interessiert. Mind Destroyer hat im Laufe seiner Karriere mehrere digitale Veröffentlichungen bei verschiedenen Independent-Labels veröffentlicht und sich damit innerhalb der europäischen Hardtechno-Szene einen Namen gemacht.

## Stil
Mind Destroyers Musik ist stilistisch im Bereich des harten und experimentellen Techno verortet. Seine Produktionen kombinieren Elemente aus Hardtekk, Schranz, Hardcore und anderen Hochgeschwindigkeits-Spielarten elektronischer Musik. Charakteristisch sind energiegeladene Arrangements, raue Klangästhetik und ein individueller Hybrid-Stil, der sich deutlich von klassischen Technoformen abgrenzt.

## Diskografie
- Sinchronazation [DSRTDEP023] (DSRTD RECORDS, 2025)
- Rhythms of the Night (TKKWRLD, 2025)
- I Am Speed (Heatcore Sonic, 2025)
- Neo-Tekkno (TKKWRLD, 2025)
- Digital Space [BOH] (Best Of Hardtekk, 2025)
- High ENERGETIC DANCE MUSIC [DSRTDLP002] (DSRTD RECORDS, 2025)
- System Overload (TKKWRLD, 2025)
- Agents Of Brutality (Wicked Waves Recordings, 2024)
- Catastrophic Event (Wicked Waves Recordings, 2024)
- Real High And Real Fast (PZYCCO Recs, 2024)
- Ultra 3000 [XCS-38] (XCESS Entertainment 2024)
- Move To The Beat (PZYCCO Recs, 2024)
- Sounds Like This (PZYCCO Recs, 2023)
- Back To The Roots [PHKALB040] (Phrenetikal Records, 2023)
- HARDCORE MTF#CKER [BTHRD-037] (Bassthards Records 2023)
- XD Drop (PZYCCO Recs, 2023)
- PREMONITION [DSRTDEP013] (DSRTD RECORDS, 2023)
- Hardcore Drauf [PHKALB039] (Phrenetikal Records, 2023)
- STCZHNO (Exobass Records, 2023)
- The Power Of Destruction [PHK105] (Phrenetikal Records, 2023)
- Töte Uns Doch Alle [PHKALB035] (Phrenetikal Records, 2022)
- You Can’t Sleep [PHK103] (Phrenetikal Records, 2022)
- Please Rave Harder [PHK101] (Phrenetikal Records, 2021)